# Großscherkenbach

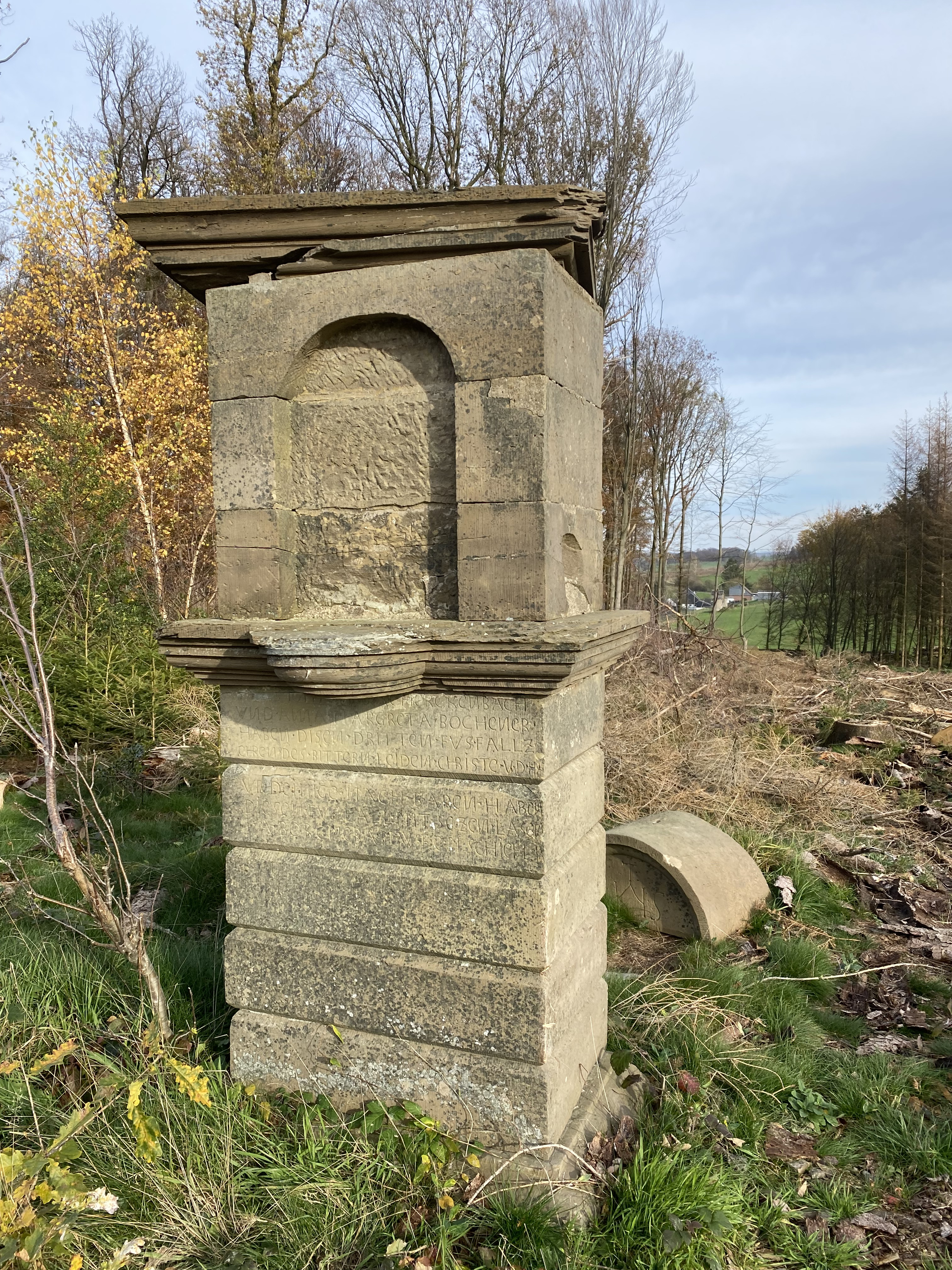
Beschädigter Fußfall südwestl. Großscherkenbach

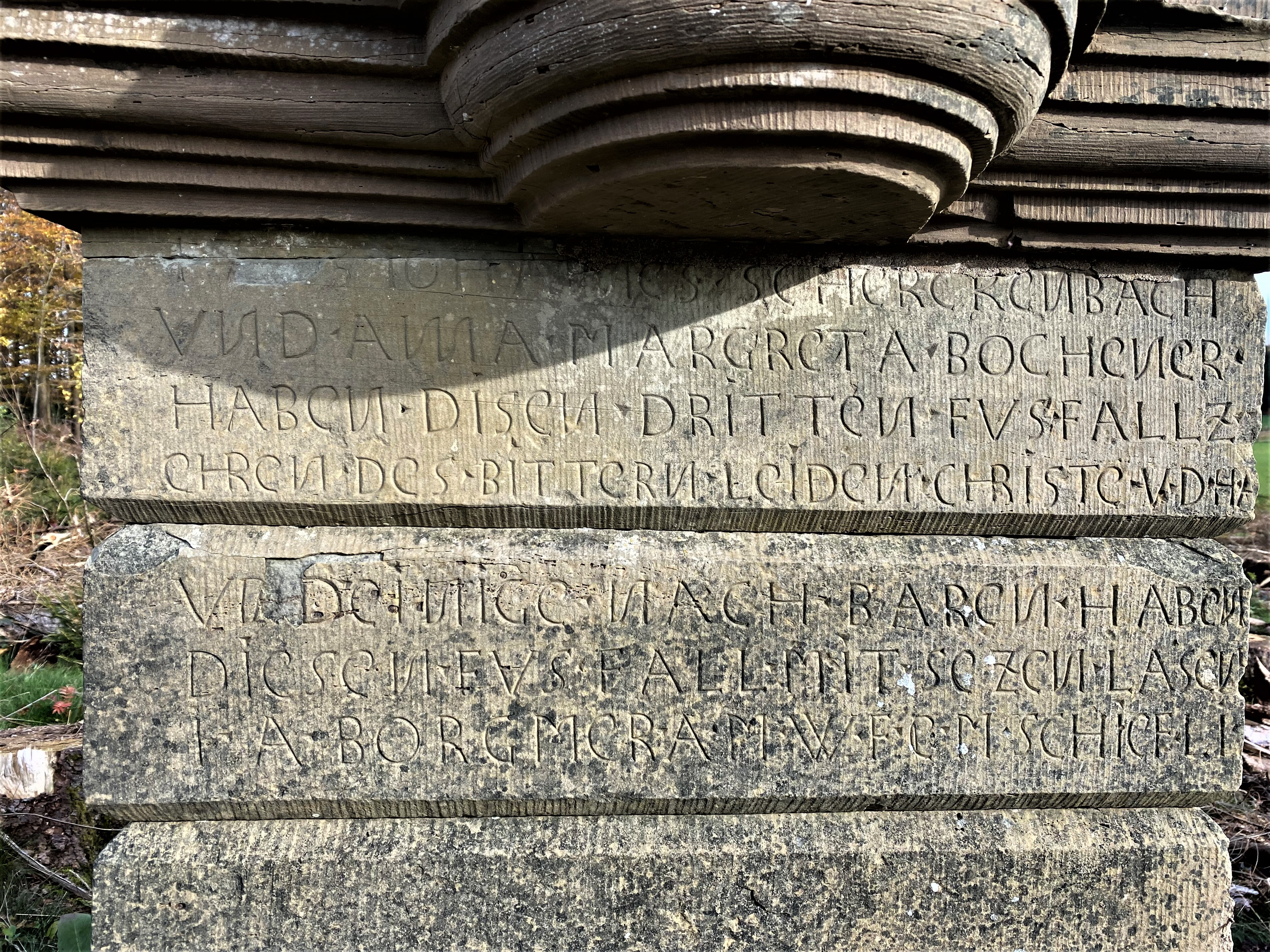
Inschrift

Großscherkenbach ist eine Ortschaft in der Gemeinde Wipperfürth im Oberbergischen Kreis im Regierungsbezirk Köln in Nordrhein-Westfalen (Deutschland).

## Lage und Beschreibung
Der Ort liegt südöstlich der Stadt Wipperfürth. Die Ortschaft gehört zum Ortsteil Agathaberg. Am nördlichen Ortsrand entspringt ein Nebengewässer des Gaulbaches. Nachbarorte sind Kleinscherkenbach, Agathaberg und Nagelsbüchel.
Politisch wird Großscherkenbach durch den Direktkandidaten des Wahlbezirks 14.1 (141) Agathaberg im Rat der Stadt Wipperfürth vertreten.

## Geschichte
1413 wird der Ort erstmals unter der Bezeichnung „Scherkenbach“ in Abrechnungen über die Akzise-Hebung der Bergischen Ämter genannt. Die Karte Topographia Ducatus Montani aus dem Jahre 1715 zeigt an der Stelle von Großscherkenbach zwei Höfe und bezeichnet diese mit „Scherckenbeck“. Die Topographische Aufnahme der Rheinlande von 1825 zeigt auf umgrenztem Hofraum unter der Bezeichnung „Gr. Scherkenbek“ fünf Grundrisse. Ab der topografischen Karte von 1894 bis 1896 wird der heute gebräuchliche Ortsname Großscherkenbach verwendet.
Ein zwischen 1919 und 1920 errichteter Fußfall aus Sandstein steht im Ort.

## Wanderwege
Der vom SGV ausgeschilderte Rundwanderweg A2 führt durch den Ort.

## Busverbindungen
Über die Haltestelle Nagelsbüchel der Linie 333 (VRS/OVAG) ist Großscherkenbach an den öffentlichen Personennahverkehr angebunden.